# Cuando no es como debiera ser
«Cuando no es como debiera ser» es el segundo sencillo de Para ti con desprecio, el tercer álbum de estudio de la banda de Rock alternativo Mexicana Panda. La canción marca (al igual que los anteriores sencillos del disco) un gran cambio en el estilo musical de la banda, en comparación con sus dos primeros discos Arroz con leche y La revancha del príncipe charro.

## Canción
Esta canción fue escrita por José Madero, llegando a los primeros lugares en las listas de Rock Alternativo y Rock Hispano en muchos países de América Latina y Estados Unidos. Así se convirtió en uno de sus mayores éxitos hasta la fecha. La canción habla sobre los sentimientos de rabia, odio, dolor, etc, hacia una expareja, y que esto puede generar a tener "malos pensamientos", que solo en sueños se atreve a hacer.

## Videoclip
El video musical de la canción debutó el 4 de marzo de 2006, sobre MTV Latinoamérica en México y América del Sur y fue dirigido por Rodrigo Guardiola.

## Posicionamiento en listas
| Lista (2006)   | Mejor posición |
| -------------- | -------------- |
| España         | 56             |
| Top 100 México | 8              |